# IC 1790
IC 1790 — галактика типу Sc (компактна спіральна галактика) у сузір'ї Овен.
Цей об'єкт міститься в оригінальній редакції індексного каталогу.